# Les Cent Pas
Pour plus de détails, voir Fiche technique et Distribution.
Les Cent Pas est un film italien réalisé par Marco Tullio Giordana, sorti en 2000.
Le film retrace la vie de Peppino Impastato, jeune communiste sicilien qui s'est opposé à la mafia, et qui a été assassiné par celle-ci en 1978.
Dans le rôle-titre, on retrouve Luigi Lo Cascio, acteur désormais récurrent des films du réalisateur italien. Il a notamment joué dans Nos meilleures années, sorti en 2004 et choisi en particulier pour sa ressemblance avec le personnage qu'il incarne.
Le film a obtenu quatre prix David di Donatello, dont celui du meilleur acteur, ainsi qu'un prix au festival de Venise en 2000.

## Synopsis
« Cent » est le nombre de pas qu'il faut faire, dans le village de Cinisi, pour aller de la maison des Impastato à celle du chef local de la mafia, Gaetano Badalamenti.
Peppino Impastato vit tout en essayant de fuir le lien inexorable que son père, Luigi Impastato, ayant une femme à protéger et deux fils à élever, n'a pas la force de rompre. Malgré sa vulnérabilité et celle de sa famille, Peppino n'hésite pas à attaquer Don Tano et à le dénoncer publiquement.
Le parcours de Peppino commence lorsque, encore enfant, il rencontre certains adversaires de la mafia ; lutte à laquelle il prendra activement part une fois devenu adolescent.
La mort violente de son oncle (un des chefs de la mafia), sa rencontre avec le peintre communiste Stefano Venuti et les discussions qu'il a avec lui, la soumission de son père et du reste de sa famille face à la mafia sont autant de points qui marquent l'enfance de Peppino, ainsi que le reste de son existence. Lorsque, devenu trop gênant pour les mafieux, tandis que son père, mort dans un étrange accident, ne peut plus le protéger de Don Tano, Peppino est tué, en partie à cause de ses activités sur "Radio Aut" qui lui permettaient de dénoncer, sans retenue, les agissements de la mafia.

## Distribution
- Luigi Lo Cascio : Peppino Impastato
- Luigi Maria Burruano : Luigi Impastato
- Lucia Sardo : Felicia Impastato
- Paolo Briguglia : Giovanni Impastato
- Tony Sperandeo : Gaetano Badalamenti
- Andrea Tidona : Stefano Venuti
- Claudio Gioè : Salvo Vitale
- Domenico Centamore : Vito
- Antonino Bruschetta : cugino Anthony
- Paola Pace : Cosima
- Simona Cavalieri:	Felicetta
- Pippo Montalbano : Cesare Manzella
- Gaspare Cucinella : Zio Gasparo
- Dario Veca : Cugino Paolo Schillirò

## La critique
« Il s'agit d'un film sur la mafia, qui appartient à cette thématique. C'est aussi un film sur l'énergie, sur l'envie de construire, sur l'imagination et le bonheur d'un groupe de jeunes gens qui ont osé regarder le ciel et défier le monde avec l'illusion de pouvoir le changer. C'est un film sur le conflit familial, sur l'amour et la désillusion, sur la honte d'appartenir à une lignée. C'est un film sur ce que les jeunes de 68 ont réussi à faire de bon, sur leurs utopies, sur leur courage. Si aujourd'hui la Sicile a changé et que personne ne peut faire comme si la mafia n'existait pas, mais cela ne concerne pas seulement les Siciliens, c'est en grande partie grâce à l'exemple de personnes comme Peppino, à leur fantaisie, à leur douleur, à leur joyeuse désobéissance. » (Marco Tullio Giordana Cinematografo 2007). 

## Récompense
- 2000 : prix Sergio-Leone au Festival du film italien d'Annecy.